# Vicia crocea
Vicia crocea là một loài thực vật có hoa trong họ Đậu. Loài này được (Desf.) Fritsch miêu tả khoa học đầu tiên.